# Peter Roos

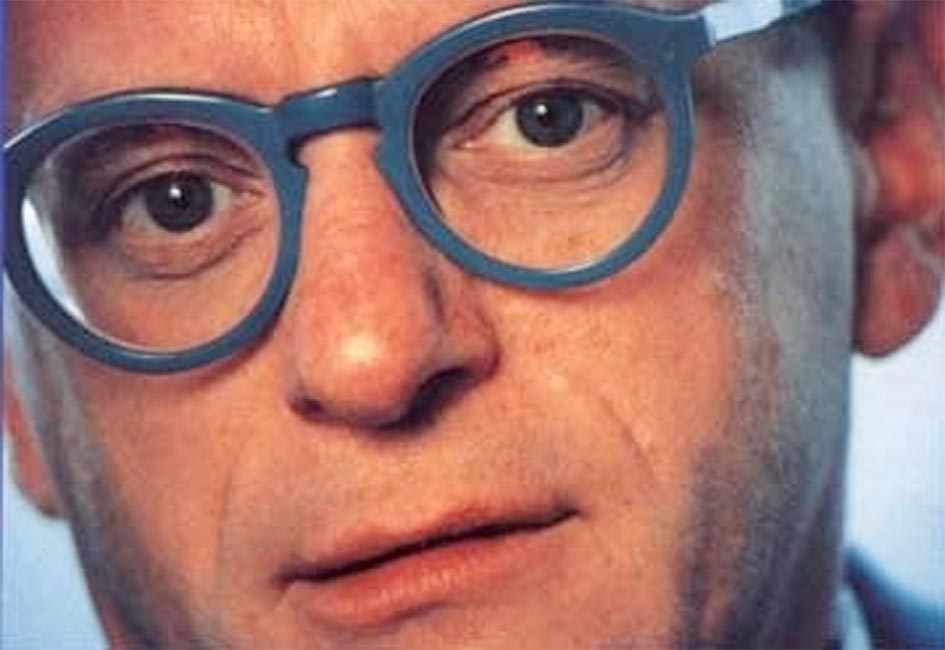
Peter Roos

Peter Roos (* 30. Juni 1950 in Ludwigshafen am Rhein) ist ein deutscher Schriftsteller.

## Leben
Peter Roos wuchs in Göllheim in der Pfalz auf. In Würzburg legte er das Abitur am dortigen musischen Matthias-Grünewald-Gymnasium ab. Zu seinen ersten literarischen Aktivitäten gehörte die Herausgabe der Literaturzeitschrift „experiment“ mit Erstveröffentlichungen von Erich Fried, Walter Jens und Martin Walser.
Roos studierte Philosophie, Literaturwissenschaft, Kulturwissenschaft und Rhetorik an den Universitäten Würzburg, Bochum und Tübingen, unter anderem bei Ernst Bloch und Walter Jens, sowie ‚German Area Studies‘, ‚Jewish Studies‘ und ‚Womens Studies‘ an der Washington University in St. Louis (USA), unter anderem bei den Professoren David Bronsen und Egon Schwarz, und schloss dieses Studium mit dem  Magistergrad ab. Es folgte ein Zweitstudium in Italianistik an den Universitäten Siena und Perugia.
Roos arbeitet seit 1975 als freier Schriftsteller. Neben dem literarischen Schreiben arbeitet er für Theater, Oper, Ballett und Film und fertigt Übersetzungen an. Zusammen mit seiner Lebensgefährtin, der in Wien lehrenden Ordentlichen Romanistik-Professorin Friederike Hassauer (1951–2021), hat Peter Roos Buch- und Dokumentarfilmprojekte realisiert. Roos schreibt für Spiegel, TransAtlantik, FAZ, FR, Die Weltwoche, Die Presse, Der Standard und als Kulturkorrespondent für die Zeitung Die Zeit. Roos lebt im Alten Rathaus von Zimmern bei Marktheidenfeld am Main und in Wien.

## Wettbewerbe und Stipendien
Ingeborg Bachmann-Wettbewerb, Berlin-Stipendium für Junge Autoren im „Literarischen Colloquium“, Münchner Literatur-Stipendium in der Villa Waldberta zu Feldafing, Stadtschreiber in Otterndorf.
Reise- und Arbeits-Stipendien der Italienischen Botschaft in Bonn für die Universitäten Siena und Perugia, der Kultusministerien Düsseldorf und Stuttgart, der Städte Bochum, Würzburg und Wien, der VolkswagenStiftung Hannover, der Stiftung zur Förderung der Philosophie Düsseldorf.

## Werke
- Genius loci. Gespräche über Literatur und Tübingen, Pfullingen 1978 und Tübingen 1986.
- Von der Abschaffung des Tageslichts. Letzter Versuch, die Welt zu verändern, Tübingen 1981 und Siegen 1990.
- Kaputte Gespräche: Wem nützt der Jugend-Dialog? Eine literarisch-dokumentarische Streit-Schrift, Weinheim 1982.
- Vespa stracciatella. Ein Roller-Roman mit 50 Fotos aus den 50ern, Berlin 1985ff. und Leipzig 2002.
- Zwischen Malerei und Macht. Ein Essay, Zimmern 1988.
- Vespa bella donna: Die Taille des Jahrhunderts – die Formen des 50er, Kiel 1990.
- Körper! 3 Männer! 1 Tumult! Ein Monolog, Zimmern 1991 (Uraufführung im Museum Schloß Morsbroich, Leverkusen).
- Die wilden 40er. Porträt einer pubertären Generation. Ein soziologischer Roman, Düsseldorf  1992 und 1995.
- Jeans Blues. Libretto für die Nietenhosenoper des Staatstheaters Nürnberg, Zimmern 1994.
- Selbst-Porträt der Kindheit und Jugend in: Florian Langenscheidt (Hg.): Bei uns zu Hause. Prominente erzählen von ihrer Kindheit. Düsseldorf 1995, ISBN 3-430-15945-8
- Du pinkelst ja im Sitzen! Das Manuskript. Monolog für Uraufführung der Wiener Festwochen 1997, Zimmern 1997.
- Hitler Lieben. Roman einer Krankheit, Tübingen 1998 und Leipzig 2000 (ital. Übersetzung: Amare Hitler. Storia di una malattia, Mailand 2002).
- Du pinkelst ja im Sitzen! Ein Männerbriefroman, Leipzig 2001.
- blauSTIFT oder WISSENSCHAFT & ZÄRTLICHKEIT. Poesie & Percussion. Eine Performance zusammen mit Bernd Kremling. CD mit Begleitheft der VolkswagenStiftung, Hannover 2002.
- Der Engel im Kaffeehaus: Herr Robert, Café Landtmann, Wien und die Welt, Weitra 2004 (zusammen mit Clemens Fabry).
- Tabori zieht um: Wie soll man eine Wohnung suchen, wenn es regnet? Eine Groteske, Weitra 2004 (zusammen mit Maurice Weiss).

## Herausgeberschaft
- Anna Seghers. Materialienbuch, Darmstadt 1977 (zusammen mit Friederike Hassauer).
- Exil. Zum Fall Wolf Biermann. Dokumentation und Essay, Köln 1977.
- Trau keinem über dreißig. Eine Generation zwischen besetzten Stühlen, Köln 1980 und Frankfurt 1982.
- VerRückte Rede. Gibt es eine weibliche Ästhetik?, Berlin 1980 (zusammen mit Friederike Hassauer).
- Kinderwunsch. Reden und GegenReden, Weinheim 1982 und München 1985 (zusammen mit Friederike Hassauer).
- Félicien Rops: Félicien Rops –- der weibliche Körper, der männliche Blick, Zürich 1984 (zusammen mit Friederike Hassauer).
- Die Frauen mit Flügeln, die Männer mit Blei?, Siegen 1986 (zusammen mit Friederike Hassauer).
- Berlin 1930: Straßen und Gesichter. Essay von Jean Giraudoux/Zeichnungen von Chas-Laborde. Übersetzung und Essay, Nördlingen 1987 (zusammen mit Friederike Hassauer).
- Me, Myself & I: Gemälde von Wolfgang Stückler  –- Wörter, Sätze & Gedichte von Peter Roos, Wien 1998.
- SichtlichMensch. Essay zu Fotos von+mit Behinderten, Zimmern 2008 (zusammen mit Birgitta Müller).